# Кожай-Семеновська сільська рада
Кожа́й-Семе́новська сільська рада (рос. Кожай-Семёновский сельский совет) — муніципальне утворення у складі Міякинського району Башкортостану, Росія. Адміністративний центр — село Кожай-Семеновка.

## Населення
Населення — 1572 особи (2019, 1800 в 2010, 2118 в 2002).

## Склад
До складу поселення входять такі населені пункти:
| Населений пункт         | Населення, осіб (2002) | Населення, осіб (2010) |
| ----------------------- | ---------------------- | ---------------------- |
| Алексієвка, присілок    | 35                     | 44                     |
| Кекен-Васильєвка, село  | 362                    | 303                    |
| Кожай-Семеновка, село   | 694                    | 590                    |
| Малі Гайни, присілок    | 96                     | 62                     |
| Міякітамак, село        | 745                    | 675                    |
| Старі Балгази, присілок | 100                    | 71                     |
| Тукмак-Чишма, присілок  | 2                      | 0                      |
| Туяш, присілок          | 38                     | 24                     |
| Чайка, присілок         | 42                     | 31                     |
| Яшасен, присілок        | 4                      | 0                      |